# Британія (алегорія)
Британія  — персоніфікований символ Великої Британії. 
Представляється у вигляді молодої жінки в корінфському шоломі з гербовим щитом та тризубом (палицею) Посейдона в руці. Зазвичай, зображується сидячи або пливе по хвилях на парі морських коників. 
Образ Британії з'явився ще під час римських цезарів. Образ Британії використовується також на монетах Адріана (117 — 138) і Антоніна Пія. 

## Галерея

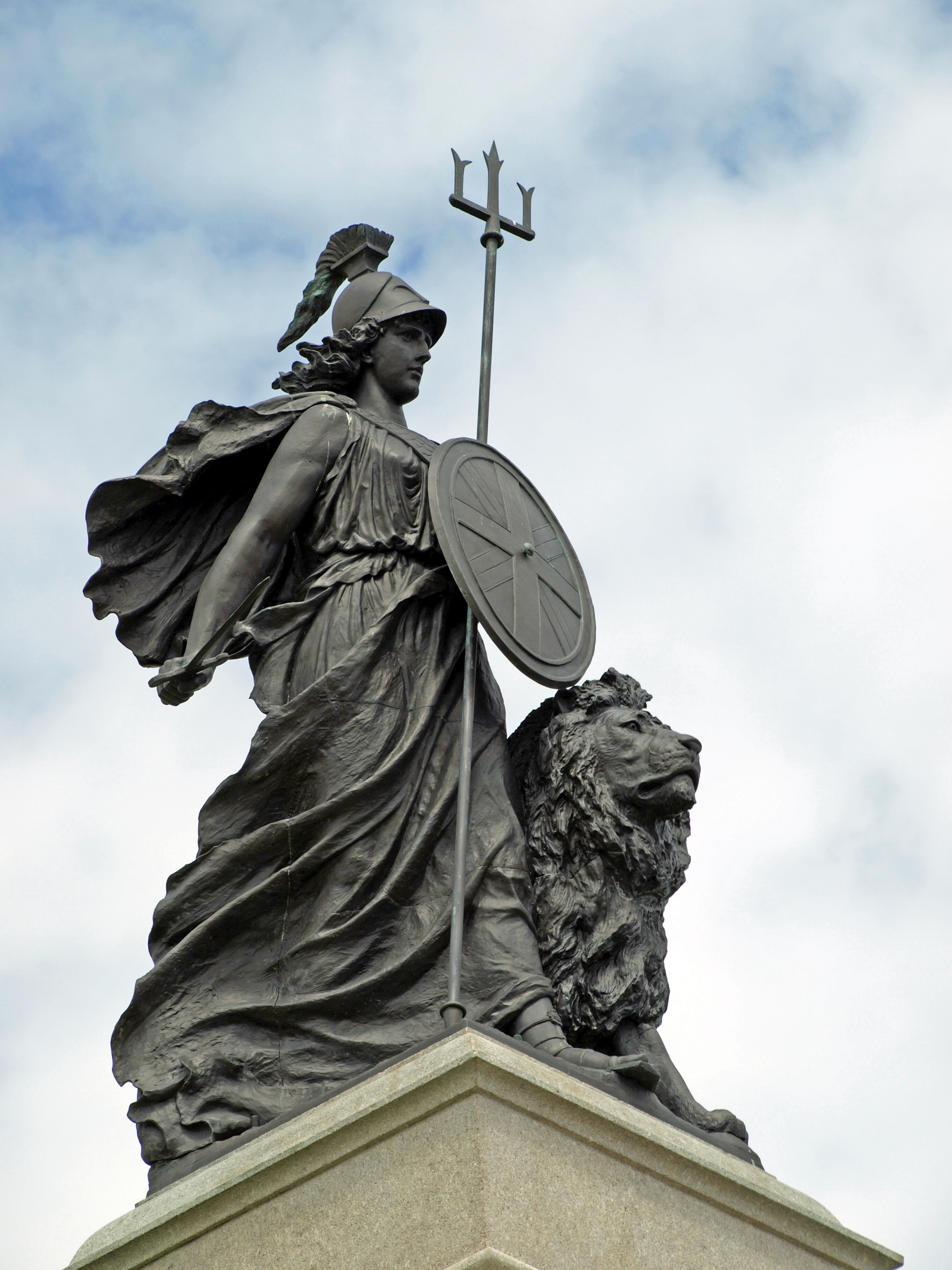
Статуя Британії в Плімуті
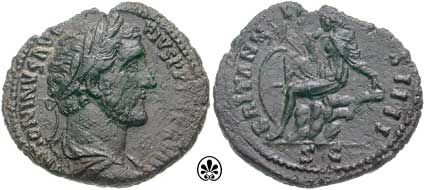
Мідна монета вартістю 1 Асс часів Антоніна Пія з Британією на зворотному боці
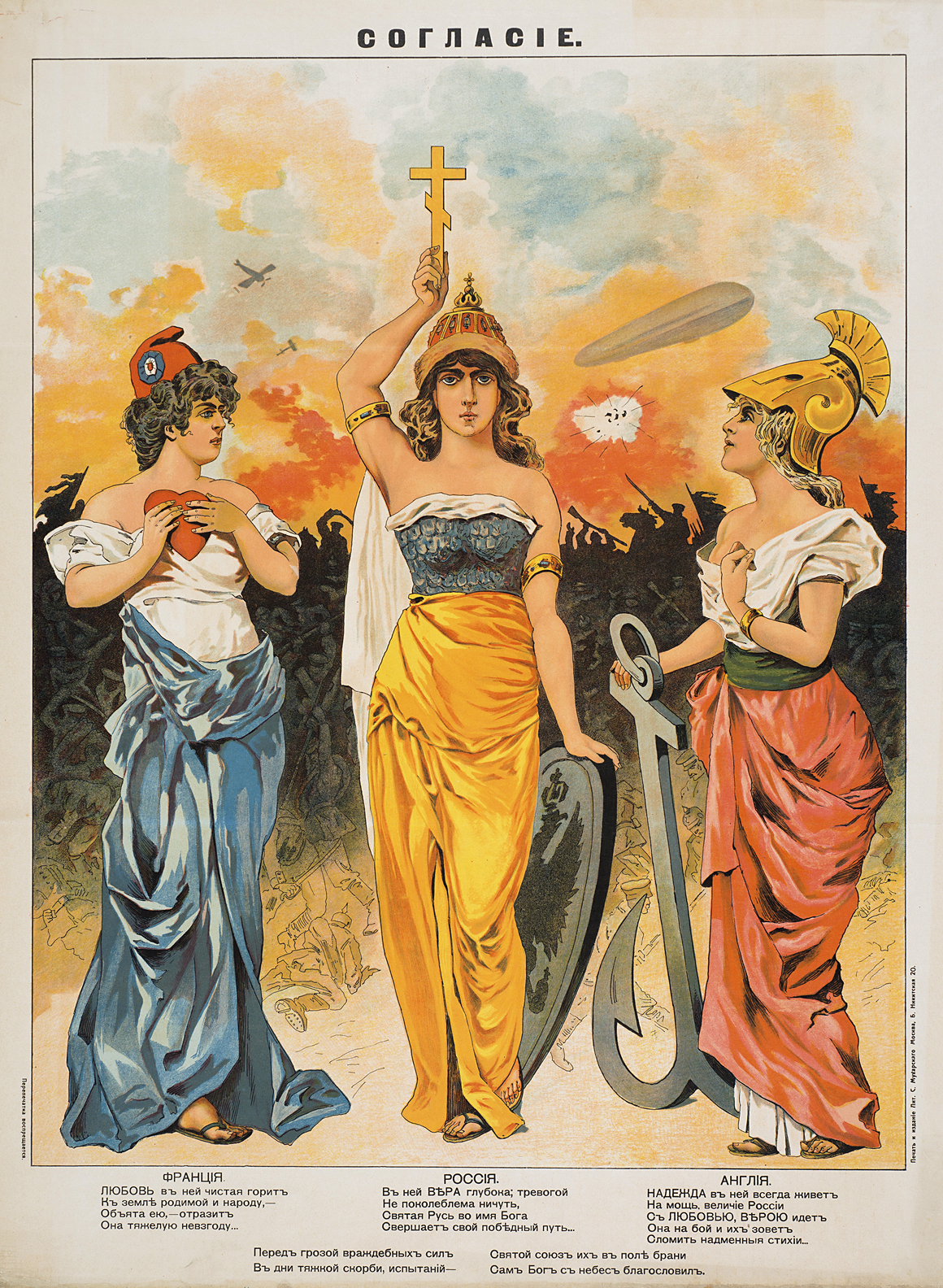
Російський плакат 1914 показує Антанту — Британію (праворуч), Маріанну (ліворуч) та Матінку Росію.